# Mäntyharju
Mäntyharju [ˈmæntyˌɦɑrju] ist eine Gemeinde in Südostfinnland in der Landschaft Südsavo. Sie liegt 45 Kilometer südlich der Stadt Mikkeli am westlichen Rand der Finnischen Seenplatte.
Sie umfasst neben dem Kirchdorf Mäntyharju die Orte Ahvenisto, Anettu, Enolahti, Halmeniemi, Hietaniemi, Huopola, Hyyrylä, Hölttä, Jäniskylä, Karankamäki, Kinni, Koirakivi, Korpilahti, Kousaniemi, Kuhajärvi, Kukonkorpi, Kyttälä, Lahnaniemi, Leppäniemi, Luhtanen, Lyytikkälä, Mynttilä, Niinimäki, Nurmaa, Ollikkala, Outila, Paasola, Partsinmaa, Poitsiniemi, Pyhäkoski, Pärnämäki, Saviniemi, Särkemäki, Tiilikkala, Toivola, Valtola, Vanonen und Varpanen. Rund 4.500 der 5.564 Einwohner leben im Zentrum um den Bahnhof und im Kirchdorf. Zu den ständig bewohnten Orten kommen noch rund 4.400 Ferienhäuser (Mökkis) auf dem Gemeindegebiet. Vor allem in den Sommerferien erhöht sich so die Einwohnerzahl beträchtlich.
Mäntyharju wurde 1595 vom Kaplan Jaakko Pietarinpoika als Kirchspiel gegründet. Die Verwaltungs- und Territorialgeschichte des Sockens ist ausgesprochen kompliziert, da sich Mäntyharju auf der Grenze von drei verschiedenen Landschaften, nämlich Savo, Häme und Karelien befindet. Nach dem Vertrag von Åbo 1743 verlief zudem die Grenze zwischen dem schwedischen und dem russischen Reich durch die Gemeinde. Erst nachdem 1809 ganz Finnland an Russland gefallen war, wurde das geteilte Mäntyharju 1812 wiedervereinigt. In ihren heutigen Grenzen besteht die Gemeinde seit 1929, als das Dorf Pertunmaa eigenständig wurde und aus dem Gemeindeverband ausschied.
Die 1822 geweihte Pfarrkirche von Mäntyharju wurde nach Plänen von Charles Bassi erbaut und ist die zweitgrößte Holzkirche Finnlands. Sie bietet Platz für rund 2000 Gläubige. Die benachbarte Pfarrei wurde bereits 1811–12 errichtet.

## Söhne und Töchter der Gemeinde
- Sakari Paasonen (1935–2020), Sportschütze
- Edward Vesala (1945–1999), Jazzmusiker
- Antti Häkkänen (* 1985), Politiker